# Kim Donovan
Kim Donovan ist eine US-amerikanische Schauspielerin und Synchronsprecherin.

## Filmografie (Auswahl)
- 2001: American Desi
- 2007: The Shallow End of the Ocean
- 2009: Oben
- 2009: George & A.J.
- 2009: Real Men Go Hunting
- 2009: Calendar Confloption
- 2010: Cars Toon – Hooks unglaubliche Geschichten (Animationsserie, Folge 8 Hook auf dem Mond)
- 2012: Merida – Legende der Highlands
- 2013: Die Monster Uni
- 2013: Party Zentrale
- 2014: Snow Day
- 2017: So Much Yellow
- 2020: Circle of Stone
- 2020–2021: Tut Tut Cory Flitzer
- 2022–2023: The Leviathan Chronicles – The Rapscallion Agency

## Auszeichnungen
Internationale Filmfestspiele von Cannes/Preis der Jury
- 2020: Ausgezeichnet in der Kategorie Best Ensemble für Circle of Stone

Children’s and Family Emmy Awards
- 2022: Nominiert in der Kategorie Outstanding Casting for an Animated Program für Tut Tut Cory Flitzer

Indie Series Awards
- 2023: Ausgezeichnet in der Kategorie Best Audio Fiction Series für The Leviathan Chronicles – The Rapscallion Agency